# Haemaphysalis lemuris
Haemaphysalis lemuris este o specie de căpușe din genul Haemaphysalis, familia Ixodidae, descrisă de Harry Hoogstraal în anul 1953.
Este endemică în Madagascar. Conform Catalogue of Life specia Haemaphysalis lemuris nu are subspecii cunoscute.